# Rheum lucidum
Rheum lucidum är en slideväxtart som beskrevs av Losina-losinsk.. Rheum lucidum ingår i släktet rabarbersläktet, och familjen slideväxter. Inga underarter finns listade i Catalogue of Life.